# Potentilla verticillaris
Potentilla verticillaris är en rosväxtart som beskrevs av Christian Friedrich Stephan och Carl Ludwig von Willdenow. Potentilla verticillaris ingår i fingerörtssläktet som ingår i familjen rosväxter.

## Underarter
Arten delas in i följande underarter:
- P. v. latisecta
- P. v. pedatisecta
- P. v. acutipetala